# Cole Swindell

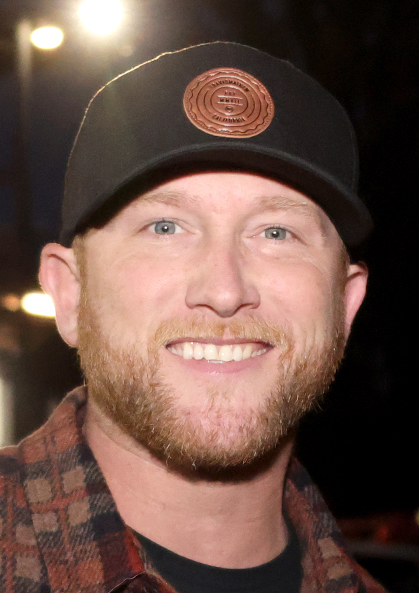
Cole Swindell, 2021

Cole Swindell (* 30. Juni 1983 in Bronwood, Georgia, als Colden Rainey Swindell) ist ein US-amerikanischer Countrymusiker.

## Biografie
Swindell besuchte dieselbe Universität in Georgia wie Luke Bryan, mit dem er auch zusammen auftrat. Als Bryan nach Nashville ging und dort erfolgreich war, holte er auch Swindell in die Country-Hauptstadt. Zuerst war er als Songwriter tätig, schrieb für Bryan mehrere Songs und hatte als Mitautor von Water Tower Town von Scotty McCreery und Outta My Head von Craig Campbell zwei kleinere Erfolge.
Seine Eltern sind William Keith Swindell und Betty Carol Rainey. Sein Vater verstarb unerwartet mit 65 Jahren am 2. September 2013. Ihm widmet Cole Swindell die erste Singleauskopplung des gleichnamigen zweiten Albums You Should Be Here. Cole Swindell hat zwei Brüder.
Seinen ersten eigenen Hit hatte er mit dem Lied Chillin' It. Ohne Plattenvertrag nur über Internetpropaganda verkaufte es sich über 100 000 Mal, was ihm sofort ein Vertragsangebot von Warner brachte. Das Lied schaffte es in den Countrycharts bis auf Platz eins und in den offiziellen Hot 100 bis auf Platz 28. Sein im Februar 2014 veröffentlichtes Debütalbum kam in den Albumverkaufscharts auf Platz drei. Am 6. Mai 2016 veröffentlichte Cole Swindell sein zweites Album.

## Diskografie

### Alben
| Jahr | Titel              | Höchstplatzierung, Gesamtwochen, AuszeichnungChartplatzierungen (Jahr, Titel, Platzierungen, Wochen, Auszeichnungen, Anmerkungen) | Höchstplatzierung, Gesamtwochen, AuszeichnungChartplatzierungen (Jahr, Titel, Platzierungen, Wochen, Auszeichnungen, Anmerkungen) | Anmerkungen                            |
| Jahr | Titel              | US | Country | Anmerkungen                            |
| ---- | ------------------ | --- | --- | -------------------------------------- |
| 2014 | Cole Swindell      | US3 Platin · (99 Wo.)US | Country2 (96 Wo.)Country | Erstveröffentlichung: 18. Februar 2014 |
| 2016 | You Should Be Here | US6 Platin · (68 Wo.)US | Country2 (94 Wo.)Country | Erstveröffentlichung: 6. Mai 2016      |
| 2018 | All of It          | US7 Gold · (6 Wo.)US | Country1 (33 Wo.)Country | Erstveröffentlichung: 17. August 2018  |
| 2022 | Stereotype         | US48 Gold · (29 Wo.)US | Country6 (81 Wo.)Country | Erstveröffentlichung: 8. April 2022    |
| 2025 | Spanish Moss       | — | Country48 (1 Wo.)Country | Erstveröffentlichung: 27. Juni 2025    |

### EPs
| Jahr | Titel                  | Höchstplatzierung, Gesamtwochen, AuszeichnungChartplatzierungen (Jahr, Titel, Platzierungen, Wochen, Auszeichnungen, Anmerkungen) | Höchstplatzierung, Gesamtwochen, AuszeichnungChartplatzierungen (Jahr, Titel, Platzierungen, Wochen, Auszeichnungen, Anmerkungen) | Anmerkungen                             |
| Jahr | Titel                  | US | Country | Anmerkungen                             |
| ---- | ---------------------- | --- | --- | --------------------------------------- |
| 2014 | Down Home Sessions     | US36 (1 Wo.)US | Country8 (4 Wo.)Country | Erstveröffentlichung: 17. November 2014 |
| 2015 | Down Home Sessions II  | US43 (1 Wo.)US | Country11 (2 Wo.)Country | Erstveröffentlichung: 13. November 2015 |
| 2016 | Down Home Sessions III | US36 (1 Wo.)US | Country5 (3 Wo.)Country | Erstveröffentlichung: 28. Oktober 2016  |

Weitere EPs
- 2017: Down Home Sessions IV

### Singles
| Jahr | Titel Album                                   | Höchstplatzierung, Gesamtwochen, AuszeichnungChartplatzierungen (Jahr, Titel, Album, Platzierungen, Wochen, Auszeichnungen, Anmerkungen) | Höchstplatzierung, Gesamtwochen, AuszeichnungChartplatzierungen (Jahr, Titel, Album, Platzierungen, Wochen, Auszeichnungen, Anmerkungen) | Anmerkungen                                                |
| Jahr | Titel Album                                   | US | Country | Anmerkungen                                                |
| --- | --------------------------------------------- | --- | --- | ---------------------------------------------------------- |
| 2013 | Chillin’ It Cole Swindell                     | US28 ×3Dreifachplatin · (20 Wo.)US | Country1 (40 Wo.)Country | Erstveröffentlichung: 19. August 2013                      |
| 2014 | Hope You Get Lonely Tonight Cole Swindell     | US50 Platin · (20 Wo.)US | Country7 (37 Wo.)Country | Erstveröffentlichung: 24. März 2014                        |
| 2014 | Ain’t Worth the Whiskey Cole Swindell         | US43 ×2Doppelplatin · (19 Wo.)US | Country3 (29 Wo.)Country | Erstveröffentlichung: 3. November 2014                     |
| 2015 | Let Me See Ya Girl Cole Swindell              | US59 Platin · (18 Wo.)US | Country9 (31 Wo.)Country | Erstveröffentlichung: 20. April 2015                       |
| 2015 | You Should Be Here                            | US31 ×3Dreifachplatin · (20 Wo.)US | Country1 (26 Wo.)Country | Erstveröffentlichung: 14. Dezember 2015                    |
| 2016 | Middle of a Memory You Should Be Here         | US46 ×2Doppelplatin · (20 Wo.)US | Country3 (31 Wo.)Country | Erstveröffentlichung: 2. Mai 2016                          |
| 2017 | Flatliner You Should Be Here                  | US56 Platin · (18 Wo.)US | Country10 (32 Wo.)Country | Erstveröffentlichung: 23. Januar 2017 feat. Dierks Bentley |
| 2018 | Break Up in the End All of It                 | US49 ×2Doppelplatin · (17 Wo.)US | Country4 (34 Wo.)Country | Erstveröffentlichung: 23. Februar 2018                     |
| 2018 | Love You Too Late All of It                   | US49 Platin · (14 Wo.)US | Country7 (35 Wo.)Country | Erstveröffentlichung: 19. November 2018                    |
| 2020 | Single Saturday Night Stereotype              | US26 Platin · (20 Wo.)US | Country4 (41 Wo.)Country | Erstveröffentlichung: 22. Mai 2020                         |
| 2021 | Never Say Never Stereotype                    | US27 Gold · (20 Wo.)US | Country2 (26 Wo.)Country | Erstveröffentlichung: 19. November 2021 mit Lainey Wilson  |
| 2022 | She Had Me at Heads Carolina Stereotype       | US16 ×3Dreifachplatin · (36 Wo.)US | Country3 (37 Wo.)Country | Erstveröffentlichung: 21. Juni 2022                        |
| 2023 | Drinkaby Stereotype                           | — | Country22 (20 Wo.)Country | Erstveröffentlichung: 30. Januar 2023                      |
| 2024 | Forever to Me Spanish Moss                    | US91 (1 Wo.)US | Country25 (21 Wo.)Country | Erstveröffentlichung: 12. April 2024                       |
| Folgende Lieder erschienen nicht als Single, wurden aber durch das Album zum Download und Streaming bereitgestellt und konnten somit eine Platzierung erlangen: |                                               | | |                                                            |
| |                                               | | |                                                            |
| 2015 | Should’ve Ran After You Down Home Sessions II | — | Country27 (1 Wo.)Country |                                                            |
| 2016 | Stars You Should Be Here                      | — | Country41 (1 Wo.)Country |                                                            |
| 2016 | Remember Boys You Should Be Here              | — | Country27 (1 Wo.)Country |                                                            |
| 2016 | Broke Down You Should Be Here                 | — | Country28 (1 Wo.)Country |                                                            |
| 2018 | Somebody’s Been Drinkin All of It             | — | Country49 (1 Wo.)Country |                                                            |
| 2018 | The Ones Who Got Me Here All of It            | — | Country50 (1 Wo.)Country |                                                            |
| 2018 | Reason to Drink All of It                     | — | Country48 (1 Wo.)Country |                                                            |
| 2018 | Dad’s Old Number All of It                    | — | Country33 (1 Wo.)Country |                                                            |
| 2018 | All of It                                     | — | Country49 (1 Wo.)Country |                                                            |

## Auszeichnungen für Musikverkäufe
| Goldene Schallplatte - Kanada - 2015: für die Single Hope You Get Lonely Tonight - 2015: für die Single Ain’t Worth the Whiskey - 2016: für die Single You Should Be Here - 2017: für die Single Middle of a Memory - 2018: für die Single Break Up in the End - 2022: für die Single Never Say Never - 2022: für die Single She Had Me at Heads Carolina | Platin-Schallplatte - Kanada - 2015: für die Single Chillin’ It - 2021: für die Single Single Saturday Night |

Anmerkung: Auszeichnungen in Ländern aus den Charttabellen bzw. Chartboxen sind in ebendiesen zu finden.
| Land/RegionAuszeichnungen für Musikverkäufe (Land/Region, Auszeichnungen, Verkäufe, Quellen) | Gold       | Platin       | Verkäufe   | Quellen         |
| -------------------------------------------------------------------------------------------- | ---------- | ------------ | ---------- | --------------- |
| Kanada (MC)                                                                                  | 7× Gold7   | 2× Platin2   | 440.000    | musiccanada.com |
| Vereinigte Staaten (RIAA)                                                                    | 3× Gold3   | 22× Platin22 | 23.500.000 | riaa.com        |
| Insgesamt                                                                                    | 10× Gold10 | 24× Platin24 |            |                 |